# Stuor-Siunak
Stuor-Siunak är en sjö i Jokkmokks kommun i Lappland och ingår i Luleälvens huvudavrinningsområde. Sjön har en area på 1,57 kvadratkilometer och ligger 262,1 meter över havet. Sjön avvattnas av vattendraget Åtembäcken.

## Delavrinningsområde
Stuor-Siunak ingår i det delavrinningsområde (740538-166426) som SMHI kallar för Utloppet av Stuor-Siunak. Medelhöjden är 310 meter över havet och ytan är 13,64 kvadratkilometer. Räknas de 4 avrinningsområdena uppströms in blir den ackumulerade arean 49,94 kvadratkilometer. Åtembäcken som avvattnar avrinningsområdet har biflödesordning 3, vilket innebär att vattnet flödar genom totalt 3 vattendrag innan det når havet efter 196 kilometer. Avrinningsområdet består mestadels av skog (77 procent). Avrinningsområdet har 2,37 kvadratkilometer vattenytor vilket ger det en sjöprocent på 17,4 procent.